# Melittosphex burmensis
Melittosphex burmensis es una especie de himenópteros apócritos de la familia Melittosphecidae; es la especie de abeja más antigua conocida. Se descubrió en forma de inclusiones en ámbar en el año 2006 por George Poinar, hijo, un entomólogo de la Universidad Estatal de Oregón. El ámbar se encontró en una mina del Valle de Hukawng al norte de Birmania y se cree que data del período Cretácico, hace 100 millones de años.

## Descripción
M. burmensis tiene aproximadamente un quinto del tamaño de la actual abeja melífera, con unos 3 mm de longitud. No está emparentada con ninguna familia de abejas conocida. Presenta características anatómicas similares a las de ciertas avispas carnívoras, incluyendo la forma de sus patas traseras, pero también comparte algunas otras con las abejas polinizadoras, tales como los pelos plumosos o ramificados en el cuerpo. Su cabeza tiene forma de corazón.
La muestra encontrada se cree que tiene 100 millones de años de antigüedad, 40 millones de años más antigua que la siguiente especie más antigua conocida de abejas. El descubrimiento de esta abeja del período Cretácico con ciertas características polinizadoras podría ayudar a explicar la rápida expansión de las plantas florales en aquella época de la historia de la Tierra.
Fue descrita en la revista Science por George Poinar junto con el investigador Bryan Danforth.